# Veria FC
O Veria FC, ou Podosfairikos Anonymi Etaireia Veroia (em grego: Γ.Α.Σ. Βέροια; romaniz.: Podosfairikós Athlitikós Enosis Vérroia), mais conhecido como Veria, foi um clube de futebol da Grécia, situado na cidade de Véria. O clube jogava suas partidas no Estádio de Veria com capacidade para 10.000 pessoas. Suas cores eram o vermelho e o azul.

## História
O clube foi fundado em 1959 pela fusão do Ermís GS e Vermio formando o GAS Veria (Gymnasticós Athlitikós Sillegós Verróia - Clube Atlético de Ginástica de Veria).
Disputou a primeira divisão do Campeonato Grego no final da década de 60 e no início da de 70, apresentando desempenhos regulares. Disputou ainda em 1977-78, ficando em último (18º colocado).
Quase 10 anos depois, a equipe voltou à elite na temporada de 1986-87, quando apresentou um dos melhores desempenhos em toda a história, ficou na 9ª colocação com 10 vitórias 5 empates e 15 derrotas somando 19 pontos (o sistema de pontos era diferenciado na época). Na seguinte (1987-88) ficou em antepenúltimo (14º lugar) e foi rebaixado.
Em 1995 mudou o nome para o atual: PAE Veria. Na temporada de 1996-97 voltou a primeira divisão, apresentando desempenho razoável desempenho ao atingir a 10ª posição com 41 pontos. Na seguinte (1997-98) ficou novamente com uma das melhores colocações da história: em 9º lugar com 11 vitórias 8 empates e 15 derrotas, totalizando 42 pontos. Na de 1998-99 ficou em penúltimo e foi rebaixado.
Na temporada de 2006-07 ficou em terceiro colocado da segunda divisão e voltou a disputar a primeira em 2007-08.
Em 6 de julho de 2018, o conselho disciplinar da primeira divisão da Liga de Futebol condenou o clube de acordo com as regras do campeonato sobre a retirada no meio da temporada para o rebaixamento para as Divisões Amadoras Helênicas e também começando com -6 pontos.